# Ingrid Bentzer
Ingrid Löfdahl Bentzer, född 6 december 1943 i Malmö, är en svensk högerhänt tidigare professionell tennisspelare.

## Biografi

### Tenniskarriären
Ingrid Bentzer rankades 1973-75 som Sverige-etta. Hon vann under tenniskarriären 4 SM-titlar inomhus (1971, 1973, 1974 och 1976). Bland meriterna finns också 7 SM-tecken i dubbel och 7 i mixed dubbel. Hon vann 5 singeltitlar som professionell spelare (tyska innemästerskapen, skandinaviska mästerskapen, Monte Carlo, Nice Open och Swedish indoors). 
Under karriären besegrade hon i olika turneringar världsstjärnor som bland andra Evonne Goolagong Cawley och Francoise Durr. Hon nådde som bäst fjärde omgången i Wimbledonmästerskapen.
Ingrid Bentzer deltog i det svenska Fed Cup-laget 1966-68, 1970, 1973, 1975-77. Hon spelade totalt 31 matcher av vilka hon vann 15. Tretton av matcherna var i dubbel, av dessa vann hon 6. Bland dubbelsegrarna kan nämnas den i mötet mot Japan 1973. Tillsammans med Christina Sandberg besegrade hon då det japanska paret Kayoko Fukuoka/Kazuko Sawamatsu (6-4, 3-6, 6-0). Samma år mötte det svenska laget ett lag från Rumänien. Bentzer förlorade tillsammans med Mimmi Wikstedt dubbelmötet mot Judith Gohn/Mariana Simionescu med 4-6, 6-2, 5-7. År 1977 spelade det svenska laget kvartsfinal mot ett brittiskt lag. Svenskarna förlorade med 0-3 i matcher, och Bentzer förlorade sin singelmatch mot det årets Wimbledonmästare, Virginia Wade (5-7, 2-6).

### Spelaren och personen
Ingrid Bentzer tränades tidigt av sin tennisspelande mor, Asta Löfdahl. Hon utvecklades till en offensiv spelare med kraftfulla grundslag, särskilt på backhandsidan. Hon hade också en bra serve och goda volleyslag. Hon är också känd för sitt temperamentsfyllda, energiska spel och sin segervilja.[källa behövs]

### Efter karriären
Ingrid Bentzer uppmärksammades av Billie Jean King och var genom den kontakten under en period aktiv inom WTA[källa behövs]. Hennes titel var "Head of Women's Professional Tennis", ett uppdrag inom International Tennis Federation (ITF) som hon hade från 1995 till 1999. Hon var pressansvarig i Europa för ATP World Tour och konsult till Monte Carlo Masters.
Bentzer arbetade också administrativt som sportchef för det internationella squash-förbundet. Hon var ordförande och ställföreträdande vd för Women's Squash Association (WSA) från maj 2011 fram till 2015. Bentzer satt också i styrelsen för WSA från 2005 till 2014, och var dess ordförande från 2008. Under hennes tid bytte organisationen namn från Women's International Squash Players' Association (WISPA) tillWomen's Squash Association.
I mars 2014 valde International Tennis Hall of Fame Bentzer till vice-ordförande av Enshrinee Nominating Committee. Bentzer är också medlem av Fed Cup kommitté.

## Finaler i karriären

### Singel (1 titel, 2 andraplatser)
| Placering | Nr | Datum        | Turnering            | Underlag | Motståndare i finalen | Resultat i finalen |
| --------- | -- | ------------ | -------------------- | -------- | --------------------- | ------------------ |
| Tvåa      | 1. | 12 juli 1970 | Swedish Open, Båstad | Grus     | Peaches Bartkowicz    | 1–6, 1–6           |
| Tvåa      | 2. | 11 juli 1971 | Swedish Open, Båstad | Grus     | Helga Masthoff        | 4–6, 6–1, 6–3      |
| Vinst     | 3. | 23 juli 1972 | Swedish Open, Båstad | Grus     | Christina Sandberg    | 2–6, 6–3, 8–6      |